# Lembra Senhor
"Lembra Senhor" é uma canção da banda brasileira de música cristã congregacional Toque no Altar, gravada para o quarto álbum de estúdio do grupo, Olha pra Mim. Lançado em 1 de maio de 2006, foi escrita por André Rodrigues, Luiz Arcanjo e Davi Sacer, com produção por Ronald Fonseca e com a interpretação de Luiz Arcanjo e Verônica Sacer.
Embora não tenha sido single, a obra se tornou uma das faixas mais notáveis do disco e foi regravada posteriormente em vários álbuns do grupo, como o show Ao Vivo no Maracanãzinho (2008) e o projeto O Encontro (2020), todas com vocais de Luiz Arcanjo e Verônica Sacer. Em 2022, Davi Sacer gravou "Lembra Senhor" pela primeira vez com Jessé Aguiar nos vocais e a lançou como single.

## Composição
Em entrevista ao Super Gospel em 2015, Luiz Arcanjo contou que a melodia de "Lembra Senhor" foi escrita por Deco Rodrigues. Já Davi Sacer, para a Apple Music em 2020, afirmou que construiu com Arcanjo a letra com base em questionamentos, "sobre a gente conscientizar as pessoas de que o relacionamento com Deus não é um relacionamento de simplesmente pedir e ser atendido. De todo momento estar vivendo aquele mar de rosas, porque a vida não é assim". O cantor ainda avaliou que alguns versos da canção são distintos do tom motivacional de algumas outras canções da banda, como "Restitui".

## Gravação
"Lembra Senhor" contou com produção musical de Ronald Fonseca. A canção é a única faixa lançada pelo Apascentar que contém um dueto entre Luiz Arcanjo e Verônica Sacer, parceria que seria continuada nos trabalhos futuros dos músicos no Trazendo a Arca, como "Desperta-me" e a versão gravada ao vivo no Japão de "Mais".

## Regravações
"Lembra Senhor" foi regravada várias vezes no meio cristão: O Trazendo a Arca a registrou no DVD Ao Vivo no Maracanãzinho (com interpretação de Arcanjo e Verônica)
e sua versão em CD, Ao Vivo no Maracanãzinho - Volume 2,  "Lembra Senhor" também foi escolhida como uma das faixas da coletânea 10 Anos do Trazendo a Arca, coletânea lançada em 2012.  Em 2020, a faixa foi novamente regravada pelo grupo em parceria com o ex-vocalista Davi Sacer para o álbum O Encontro, com vocais divididos entre Luiz Arcanjo e Verônica Sacer.
Quando os principais integrantes da formação original do Toque no Altar deixaram o grupo para formar o Trazendo a Arca, a formação posterior gravou dois videoclipes divulgados nos extras do DVD É Impossível, mas Deus Pode (2008). O cantor Weferson Gaspar, com o instrumental original da faixa, regravou "Lembra Senhor" e a performou em videoclipe.
Em 2022, "Lembra Senhor" foi pela primeira vez lançada como single, e também pela primeira vez interpretada por Davi Sacer. O cantor a gravou com participação de Jessé Aguiar, com dueto produzido por Tiago Oliveira. Na época, Sacer justificou a escolha de Jessé pelo fato do músico ser fã da música desde a infância. Aguiar disse que "Minha mãe era costureira e eu a ajudava nesse trabalho. Então, nós a ouvíamos a tarde toda e ela sempre falava no nosso coração sobre as promessas que Deus nos havia feito".

## Ficha técnica
Abaixo listam-se os músicos envolvidos na gravação da versão original (2006), segundo o encarte:
- Luiz Arcanjo – vocal, composição
- Verônica Sacer – vocal
- Davi Sacer – vocal de apoio, composição
- Ronald Fonseca – teclado, piano, arranjos
- André Rodrigues – baixo elétrico, composição
- André Mattos – bateria
- Vânia Franco – vocal de apoio
- Silvânia Costa – vocal de apoio
- Carlos Henrique – vocal de apoio

Músicos convidados
- Bene Maldonado – guitarra e violão
- Rafael Novarine – vocal de apoio
- Robison Olicar – vocal de apoio
- Elaine Martins – vocal de apoio
- Cecília Mendes – viola
- Dhyan Tóffolo – viola
- Hugo Pilger – violoncelo
- Marcus Ribeiro – violoncelo
- Ricardo Amado – violino
- Gisele Sampaio – violino
- Carlos Mendes – violino
- Rodolfo Tóffolo – violino
- Felipe Prazeres – violino
- Gustavo Menezes – violino

Técnicos e engenheiros de gravação
- Bene Maldonado - mixagem
- Toney Fontes - masterização
- Aureo Luis - engenheiro de gravação